# Костянська балка
Костя́нська Ба́лка — ботанічний заказник місцевого значення в Україні. Розташований у Одеському районі Одеської області, поблизу сіл Єгорівка та Мале. 

## Загальний опис
Площа заказника 28 га. Створений згідно з рішенням облради н/д від 01.10.1993 року № 496-XXI на землях АТ ім. Калиніна та КСП ім. Кірова. Площу заказника змінено рішенням Одеської обласної ради від 14.11.2008 року № 666-V. Межі заказника регламентуються розпорядженням Роздільнянської районної державної адміністрації від 27.01.2009 року № 98/А-2009. Перебуває у віданні: Єгорівська сільська рада, Калантаївська сільська рада. 
Заказник створено з метою охорони балки, де зростають 18 видів рідкісних рослин, у тому числі занесених до Червоної книги України (голонасінник одеський, астрагал шерстистоквітковий тощо).
Згідно з даними екологічного обстеження 2003 року балка розташована між селами Єгорівка та Мале на землях запасу Єгорівської сільської ради. Площа заказника зменшилась майже втричі через дачне будівництво. Проте на території заказника ще збереглася досить значна видова різноманітність рослин, серед яких є види з Червоної книги України та Червоного списку Одеської області. Також на території заказника трапляються рослинні угрупування з Зеленої книги України (формації ковили волосистої та мигдалю низького). Тому заказник можливо описати як балку з залишками різноманітної степової петрофітної рослинності, серед якої — 18 видів судинних рослин з Червоної книги України та рослинні угруповання з Зеленої книги України..

## Галерея

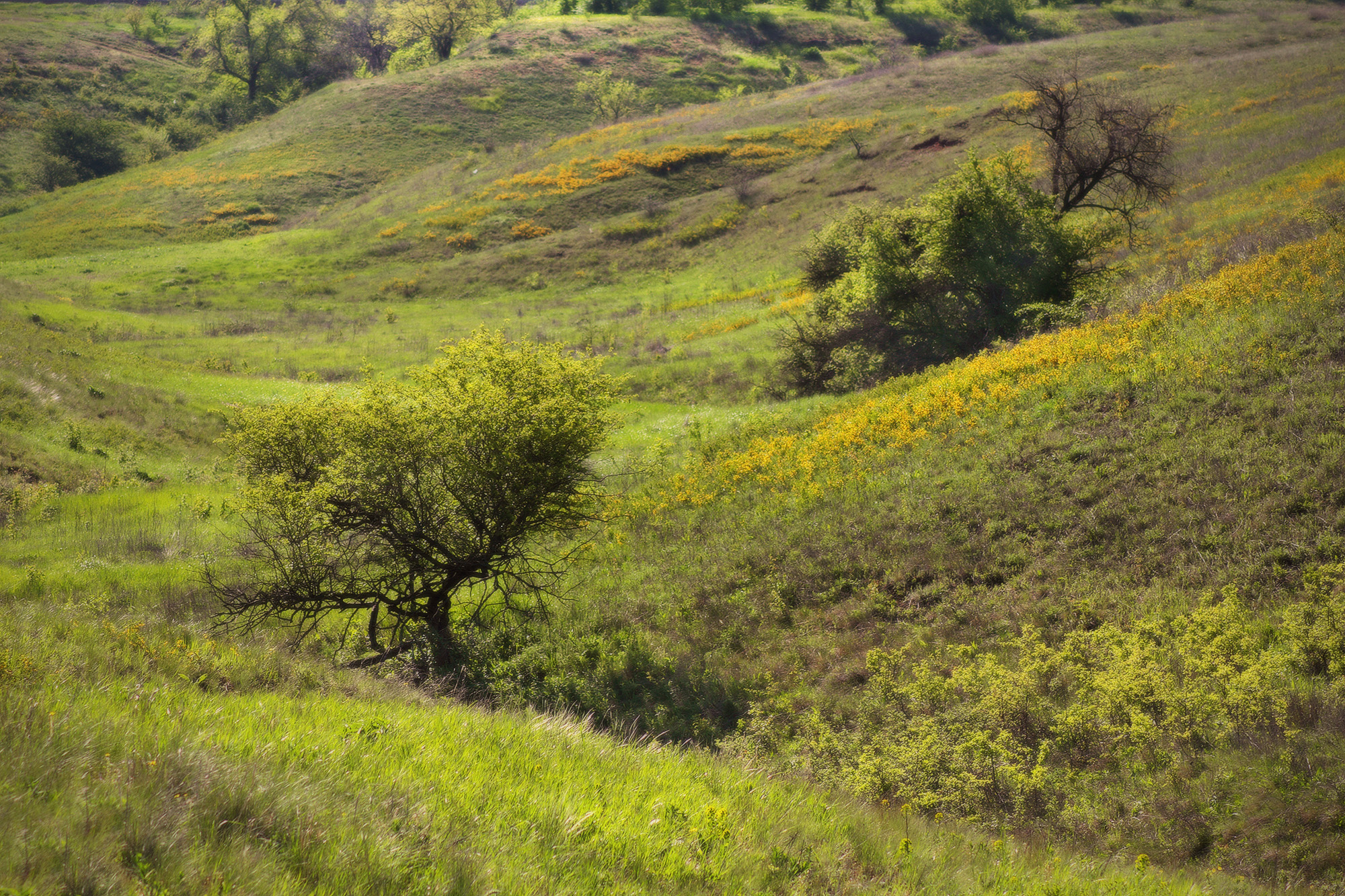
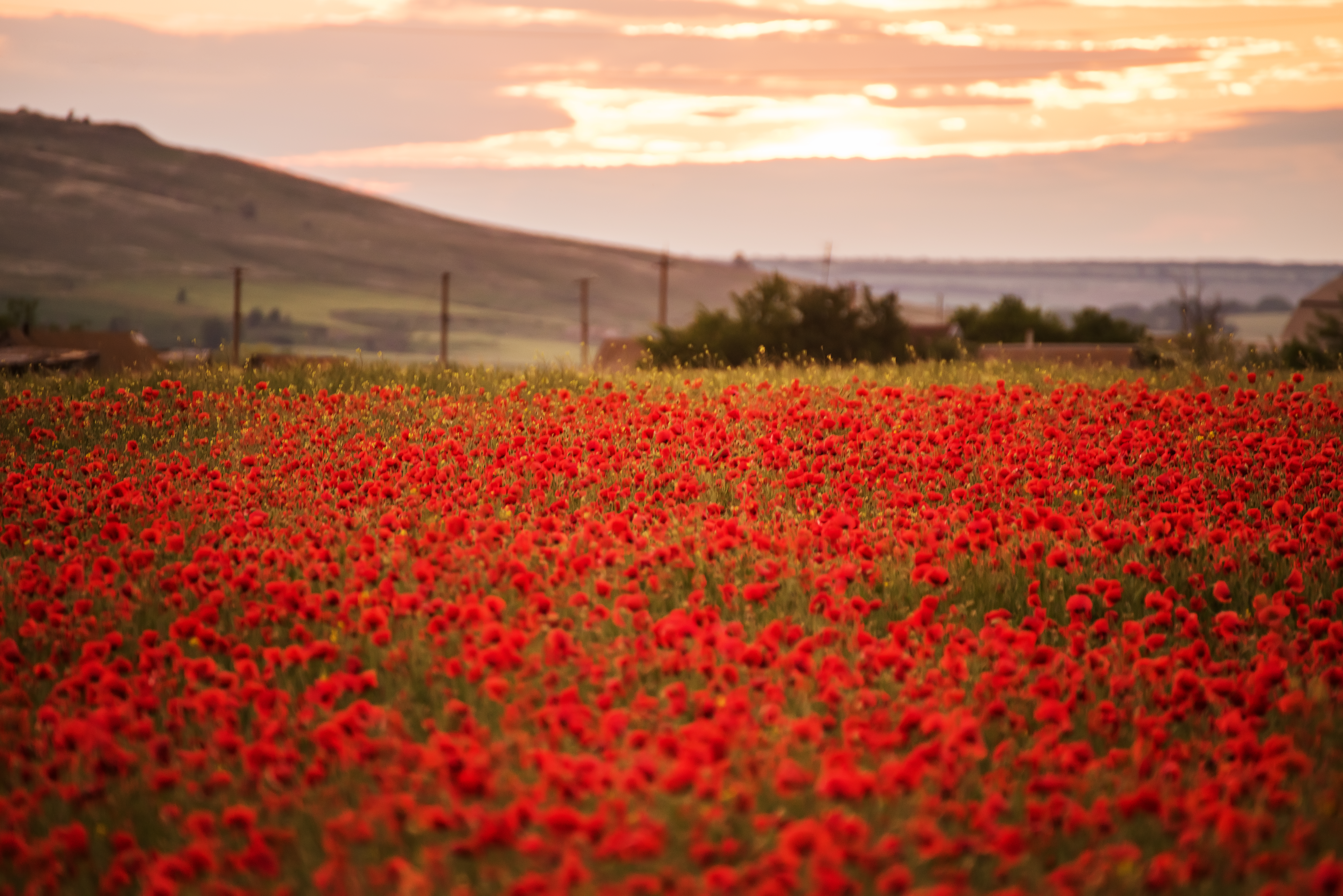
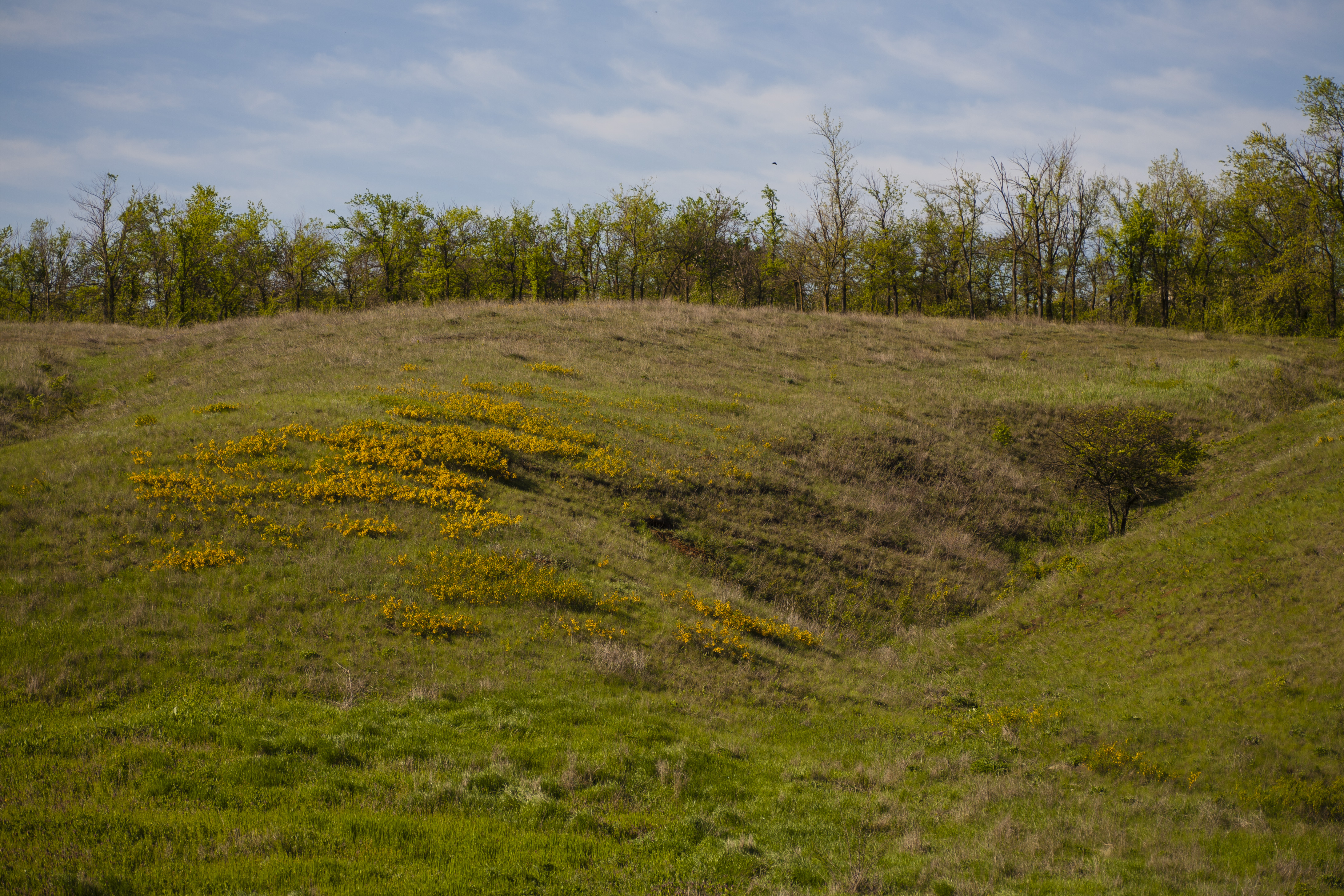
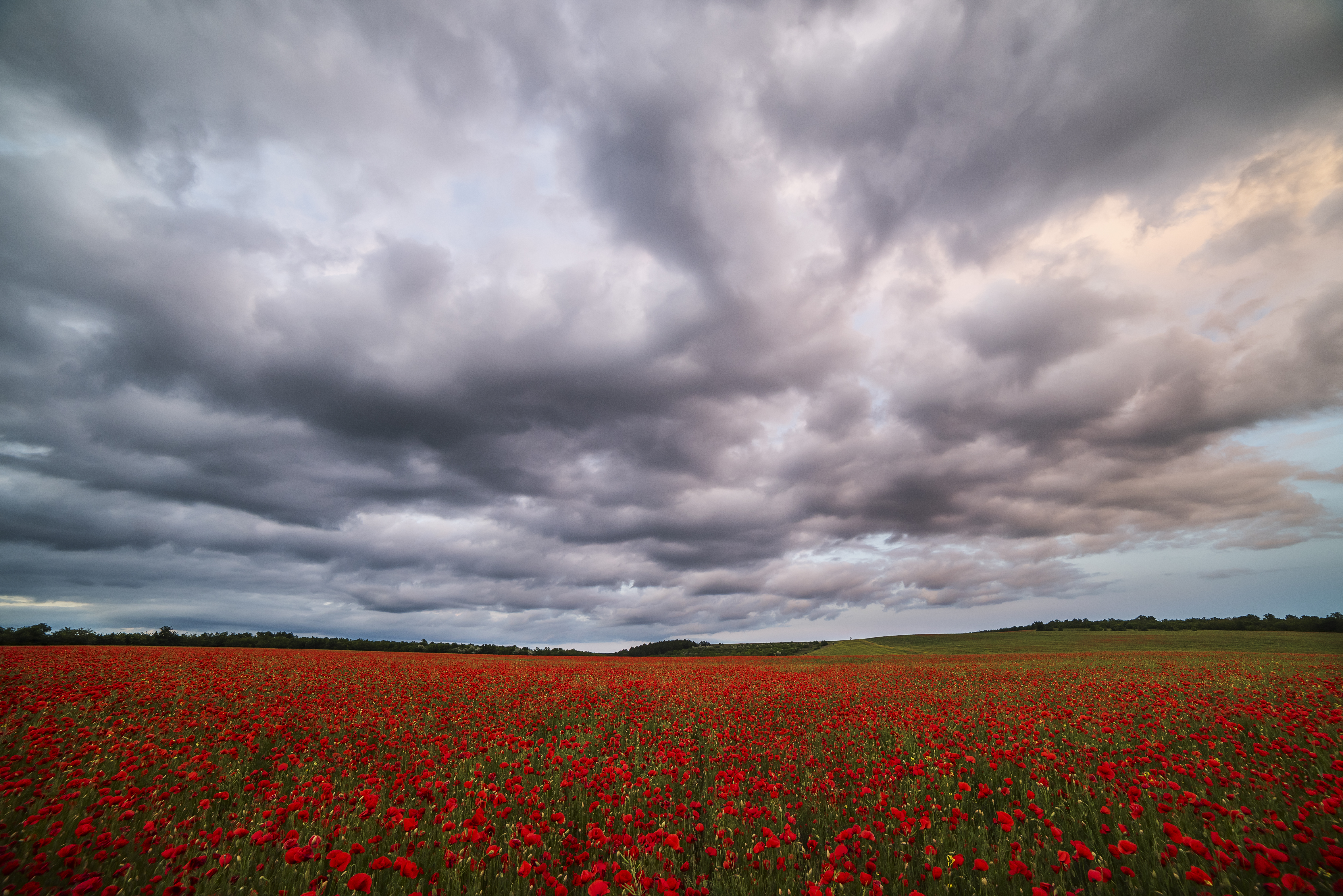
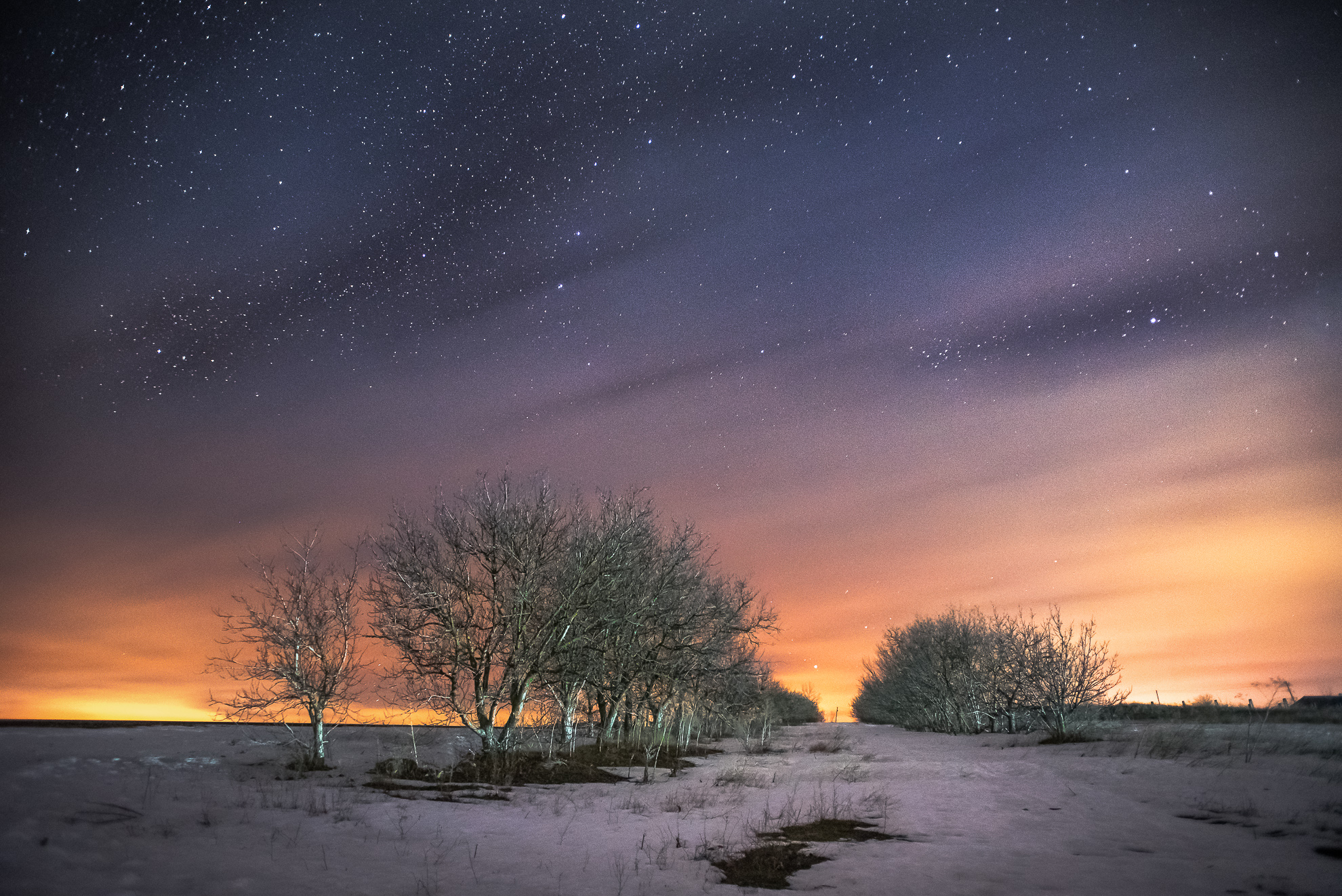
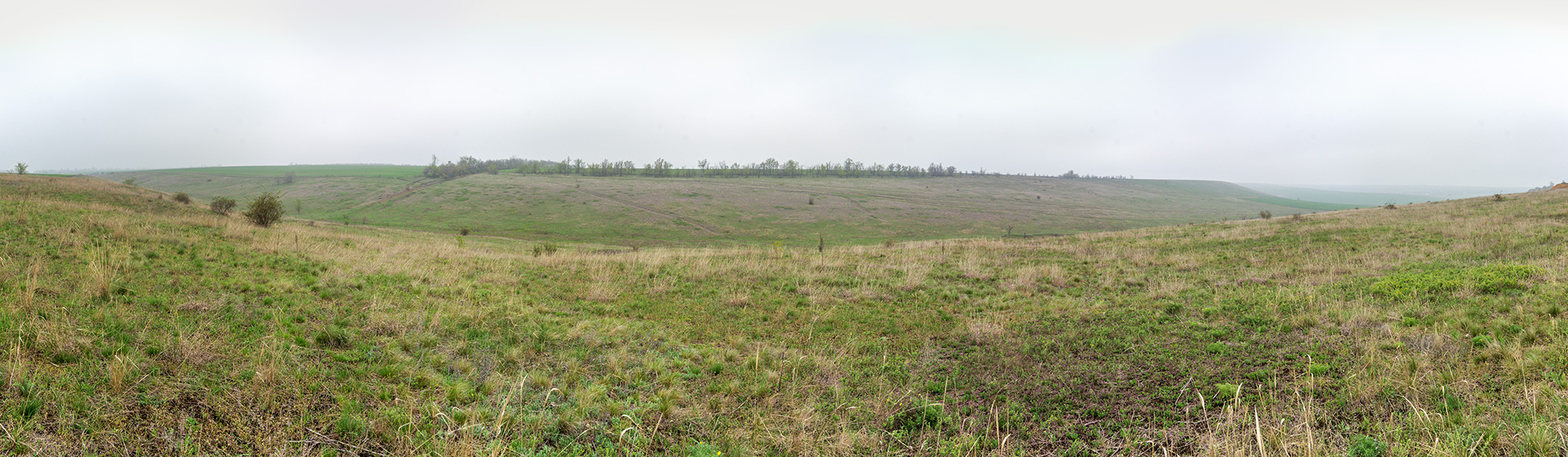